# Тибетский канон
Тибетский канон — многотомный свод буддийских сочинений (Ганджур, тиб. བཀའ་འགྱུར, Вайли bKa'-'gyur), к которому прилагается свод комментариев (Данджур, тиб. བསྟན་འགྱུར, Вайли bsTan-’gyur).
Названия Ганджур и Данджур в русский язык пришли опосредованно через монгольский язык и используются традиционно с XIX века. При передаче тибетских слов через посредство западных языков каноны называются Кангьюр и Тэнгьюр, встречаются также написания Канджур и Тенджур.

## Ганджур
Канон Ганджур (тиб. «Передача слов [Будды]») составлен в первой трети XIV века тибетским учёным из школы сакья Будоном Ринчендубом. Создание текстов традиция приписывает Будде Шакьямуни. Состоит из 7 разделов, 108 томов, содержащих 84 000 поучений. Ганджур выступает в двух качествах: как предмет культа и как источник догматики. Термин Ганджур имеет также смысл «Прямые слова Будды».
Сутры, относящиеся к изречениям Будды, образуют все три раздела этого Писания, которые составлены в соответствии с предметом рассмотрения: раздел дисциплины (виная) посвящён этике (шила); раздел писания (сутранта) — медитативному сосредоточению (самадхи); и раздел знания (абхидхарма) — мудрости (праджня).

## Данджур
Свод Данджур (тиб. «перевод комментариев [шастр]») содержит комментарии к Ганджуру насчитывают в полном варианте 254 тома, около трёх с половины тысяч текстов.

## Переводы
- 1624 — перевод на монгольский. Работой руководил Джанджа-хутухта II Ролбийдорж.
- 1794 — издание перевода на маньчжурский .

## Цитаты современных деятелей о каноне
Кирти Ценшаб Ринпоче:
«Все наставления Будды — Кангьюр и объяснения пандит — Тэнгьюр направлены на усмирение ума».

Все эти поучения являются воспитанием ума, преобразованием мышления.

Все поучения Будды предназначены для преображения, усмирения психики.
Оле Нидал:
Это позволяет нам понять последнее высказывание Будды, в котором он даёт оценку своей жизни: 

«Я могу умереть счастливым. Я не спрятал ни одного поучения в закрытой ладони. Всё, что может принести вам благо, я уже передал».

Его самое последнее высказывание ставит буддизм особняком среди того, что называют религиями:

«Теперь не верьте моим словам только потому, что их сказал Будда, но проверяйте их как следует. Будьте сами себе светом».